# Varazdat (marzpan)
Cet article concerne un marzban d'Arménie du VIe siècle. Pour le roi d'Arménie, voir Varazdat.
Varazdat est un seigneur iranien qui fut marzban d'Arménie de 550 à 564,.